# Овчарці (Старозагорська область)
Овча́рці (болг. Овчарци) — село в Старозагорській області Болгарії. Входить до складу общини Раднево.

## Населення
За даними перепису населення 2011 року у селі проживали 0 осіб.
Динаміка населення: